# Jagdgeschwader 144
La Jagdgeschwader 144  (JG 144) (144e escadron de chasseurs) est une unité de chasseurs de la Luftwaffe à l'aube de la Seconde Guerre mondiale.
Active de fin 1938 à début 1939, l'unité était affectée aux missions visant à assurer la supériorité aérienne de l'Allemagne dans le ciel de l'Europe.

## Opérations
Le JG 144 opère sur des chasseurs :
- Messerschmitt Bf 109D.

## Organisation

### I. Gruppe
Formé le 1er novembre 1938 à Gablingen à partir du III./JG 334 avec :
- Stab I./JG 144 à partir du Stab III./JG 334
- 1./JG 144 à partir du 7./JG 334
- 2./JG 144 à partir du 8./JG 334
- 3./JG 144 à partir du 9./JG 334

Le 1er janvier 1939, le I./JG 144 est renommé I./ZG 144 :
- Stab I./JG 144 devient Stab I./ZG 144
- 1./JG 144 devient 1./ZG 144
- 2./JG 144 devient 2./ZG 144
- 3./JG 144 devient 3./ZG 144

Gruppenkommandeure (Commandant de groupe) :
| Début             | Fin              | Grade     | Nom                  |
| ----------------- | ---------------- | --------- | -------------------- |
| 1er novembre 1938 | 1er janvier 1939 | Hauptmann | Walter Schmidt-Coste |